# Ljubelj (Chorwacja)
Ljubelj – wieś w Chorwacji, w żupanii varażdińskiej, w gminie Ljubešćica. W 2011 roku liczyła 63 mieszkańców.